# Ekaterina Vaganova
Ekaterina Vaganova (Viljučinsk, 9 gennaio 1988) è una ballerina e insegnante russa.
Campionessa mondiale di danze standard e latino-americane, è stata due volte Campionessa della Russia, quattro volte Campionessa d'Italia, due volte Vice-Campionessa del World in Youth Latin, IDSF, finalista dei Campionati Mondiali ed Europei in IDSF, Campionessa del Mondo 2009 in versione IDSA e IDU, Campionessa d'Europa WDC Latin 2009.

## Biografia
Ekaterina ha cominciato a ballare all'età di 5 anni nella scuola di danza della città di Viljučinsk (Kamčatka). All'età di 6 anni ha cominciato a fare danze standard e latino-americane. Quando aveva 11 anni, la sua famiglia ha traslocato a Mosca.
Due anni dopo, ballando con Aleksandr Ermačenkov, è diventata campionessa mondiale fra i junior nel programma delle 10 danze. I meriti della coppia sono stati riconosciuti dal Premio Exercise nel 2001 per il suo contributo allo sviluppo della danza sportiva in Russia.
Dal 2004 al 2006 Ekaterina Vaganova ha ballato con Gabriele Goffredo, rappresentando l'Italia. Ekaterina e Gabriele sono stati due volte vice-campioni del World in Youth Latin.
Dal 2006 al 2008 Ekaterina Vaganova si è esibita con Andrea De Angelis. Dopo un anno e mezzo di danza insieme, si sono classificati quarti ai Campionati Mondiali ed Europei del 2007 nel programma delle 10 danze. Sono stati anche finalisti djei Campionati Internazionali Under 21 (International Championship Under 21), del Dutch Open Champions 2006 Under 21 e settimi al Blackpool Dance Festival Under 21 Latin.
Nel 2009 Ekaterina Vaganova ha partecipato all'edizione russa del programma televisivo Ballando con le stelle in coppia con Kirill Pletnev e Jurij Askarov. Nel 2012 partecipa all'ottava edizione italiana in coppia con l'attore Sergio Assisi e allo spin-off Ballando con te in coppia con Bruno Cabrerizo; ritorna a Ballando con le stelle nella decima edizione in coppia con il fiorettista Valerio Aspromonte. Nell'undicesima edizione di Ballando con le stelle gareggia in coppia con l'attore Michele Morrone. Nel 2017 partecipa nuovamente alla dodicesima edizione di Ballando con le stelle in coppia con l'attore e modello brasiliano Christopher Leoni.
Oltre alle esibizioni sportive Ekaterina Vaganova insegna danza in Russia, Italia, Spagna, Austria e Ucraina. Molti suoi allievi sono diventati campioni nei campionati nazionali, finalisti nei campionati mondiali e del Blackpool Dance Festival.